# Polikarpov R-5
El Polikarpov R-5 fue un avión de ataque y reconocimiento soviético de la década de 1930. Como bombardero ligero y avión de reconocimiento, fue el avión estándar de la Fuerza Aérea Soviética durante gran parte de los años 30, aunque también fue muy utilizado como transporte civil, llegando a ser construidos unos 7000 aparatos. En España fue conocido como "Rasante" durante su actuación en la guerra civil española.

## Diseño y desarrollo
El R-5 fue desarrollado por la oficina de diseño liderada por Nikolai Nikolaevich Polikarpov como reemplazo del R-1, que servía como avión de reconocimiento y bombardeo ligero estándar con la Fuerza Aérea Soviética.
El prototipo voló por primera vez en otoño de 1928, propulsado por un motor V12 alemán BMW VI. Era un biplano de un solo vano de envergaduras diferentes, de construcción principalmente en madera. 
Tras una extensa evaluación, el R-5 entró en producción en 1930, propulsado por el motor lineal V12 Mikulin M-17, una copia con licencia del BMW VI alemán, como bombardero de reconocimiento. Se produjeron otras versiones modificadas para servir como hidroaviones de flotadores, aviones de ataque al suelo y transportes civiles.
El R-5SSS, un bombardero de reconocimiento mejorado con aerodinámica mejorada, sirvió como base del Polikarpov R-Z, que relevó al R-5 en la línea de producción.

## Historia operacional

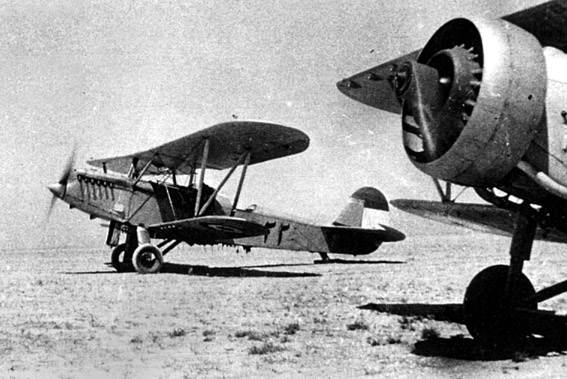
Polikarpov R-5 de la Fuerza aérea iraní (1933).

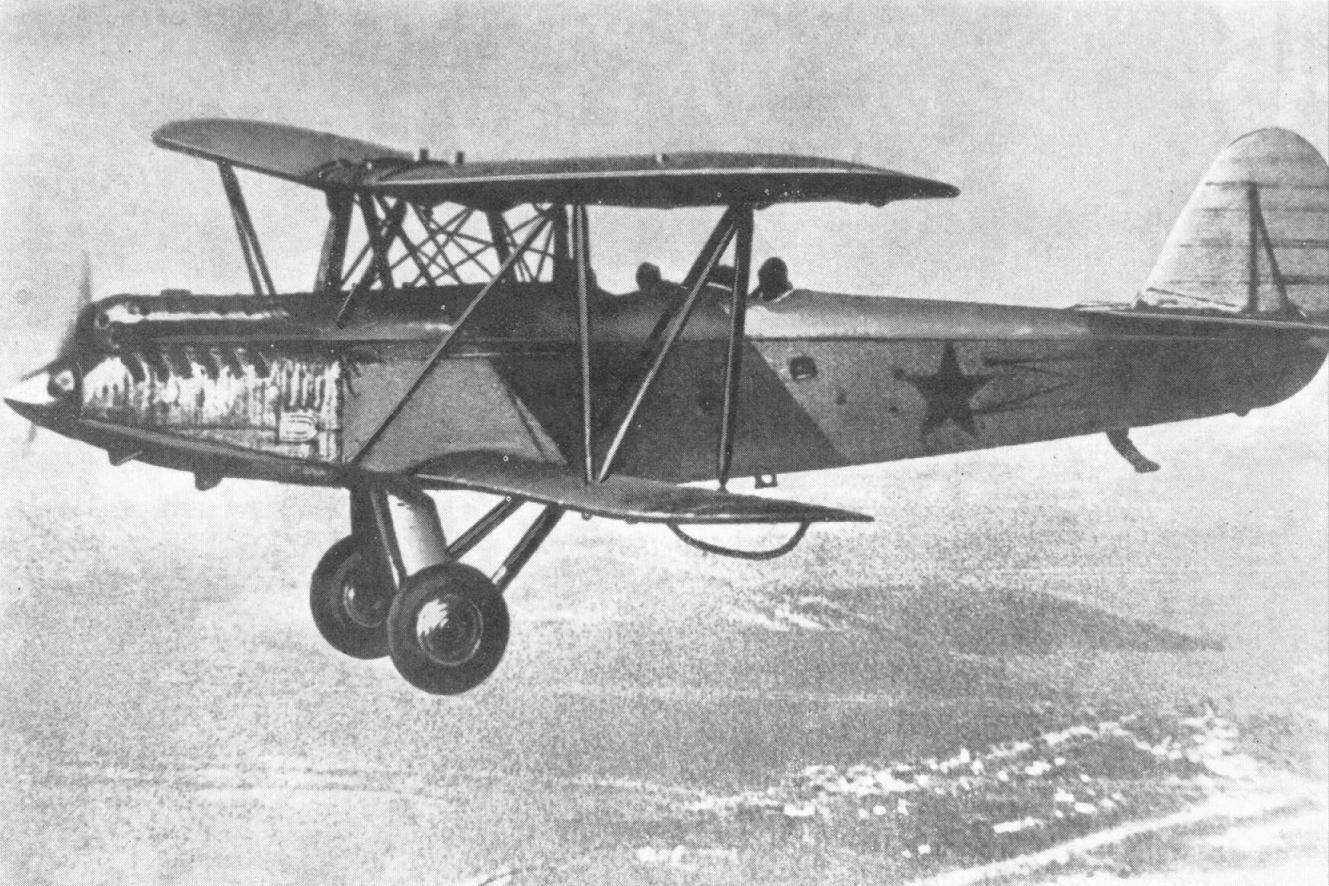
R-5 soviético en vuelo, años 30.

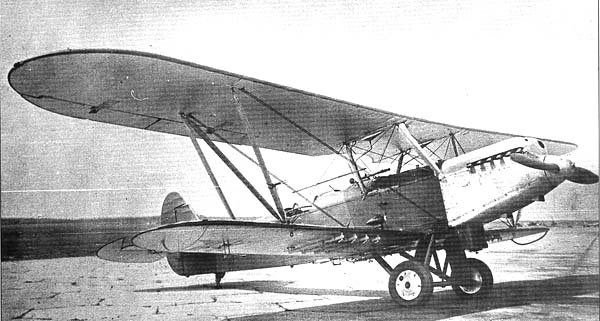
Un R-5 estacionado en tierra.

Tras su entrada en servicio, Aeroflot realizó un pedido de 1000 aparatos bajo la designación P-5. La Fuerza Aérea Soviética también se interesó por el avión y realizó otro pedido de 5000 aparatos con la designación R-5. La versión militar se convirtió en el avión estándar para realizar misiones de ataque y reconocimiento, por lo que fue empleado en gran número, siendo equipados 100 regimientos aéreos con el modelo. La aparición de este avión lo convirtió en la aeronave más moderna de su tipo y concedió a la Fuerza Aérea Soviética una importante superioridad técnica y militar. Una variante del avión, el R-5Sh Shturmovik, estaba equipada con cuatro ametralladoras PV-1 adicionales.
Los R-5 soviéticos y mongoles intervinieron en los combates de Mongolia contra las fuerzas imperiales japonesas, especialmente durante la Batalla de Jaljin Gol. Posteriormente entraron en acción durante la invasión soviética de Polonia (1939), la Guerra de Invierno y posteriormente durante la Segunda Guerra Mundial, donde fueron empleados principalmente como bombarderos nocturnos y aviones de enlace, hasta 1944.
También fueron empleados por las Fuerzas Aéreas de la República Española (FARE) y tomaron parte en la guerra civil española, donde se les conoció como "Rasantes". La Unión Soviética envió 31 aparatos, que llegaron en noviembre de 1936. Inmediatamente entraron en combate, pero resultaron muy lentos y fueron destinados a realizar misiones de bombardeo nocturno. Los "Rasantes", junto a los R-Z "Natachas", tuvieron una destacada actuación durante la Batalla de Guadalajara, cuando hostigaron la ofensiva y posterior retirada de las tropas italianas que pretendían tomar Madrid. En marzo de 1939 todavía permanecían operativos siete aparatos, que tras el final de la contienda fueron encuadrados en el Ejército del Aire.
Las versiones civiles del R-5 se utilizaron en grandes cantidades, principalmente por Aeroflot. Fueron utilizados para transportar hasta 400 kg (882 lb) de carga, y muchos estaban equipados con una cabina trasera agrandada para transportar a dos pasajeros. Otros aviones fueron equipados con cabinas cerradas para pasajeros. Los P-5 también podrían usarse para transportar contenedores debajo del ala (o Kasseta) para carga o pasajeros, con un P-5 que transporta a 16 adultos, incluidos siete en cada Kasseta. Los P-5 equipados con esquíes que transportaban Kasseta desempeñaron un papel clave en el rescate de la tripulación del barco de vapor soviético Chelyuskin en 1934. Los civiles R-5 permanecieron en servicio hasta después del final de la Segunda Guerra Mundial.

## Variantes
R-5
Bombardero de reconocimiento de producción principal. Producción inicial propulsada por motor M-17B, M-17F a partir de 1933. 4914 producidos.
R-5Sh
Shturmovik ("ataque a tierra"). Variante de ataque a tierra. Armamento adicional consistente en cuatro ametralladoras PV-1 montadas en las alas. Fue usada en la Batalla de Jaljin Gol.
R-5a
Hidroavión de reconocimiento con dos flotadores. También conocido como MR-5, MR-5bis o Samolet 10. 111 construidos en 1934-35.
R-5D
Versión de largo alcance. Uno construido.
R-5 Jumo
Bancada de motor experimental, equipada con una cabina trasera agrandada para acomodar dos observadores. También conocido como ED-1.
R-5M-34
Esta versión experimental estaba equipada con un motor M-34.
R-5T
Torpedero monoplaza con tren de aterrizaje dividido para permitir llevar un torpedo o 250-500 kg de bombas bajo el fuselaje. Volado en 1934, se construyó una serie de 50 aparatos en 1935. Dos tripulantes para tareas de reconocimiento.
R5-SSS
Versión mejorada con resistencia reducida y armamento aumentado. También conocida simplemente como SSS. Prestaciones aumentadas. Más de 100 aparatos construidos en 1935-36.
P-5
Versión de transporte ligero para Aeroflot. Motor M-17B. Aproximadamente 1000 ejemplares producidos en 1940.
P-5a
Versión de dos flotadores del P-5, construida en pequeñas cantidades.
R-5L
Limuzin ("limousina"). Versión de pasajeros con cabina para dos pasajeros. Construida en pequeñas cantidades en 1931.
P-5L
Transporte de pasajeros revisado. Varios construidos en 1933.
Rafaelyants PR-5
Versión de transporte final modernizada. Nuevo fuselaje semimonocasco con cabina cerrada para cuatro pasajeros. 210 ejemplares convertidos para su uso por Aeroflot.
Rafaelyants PR-12
Monoplano de pasajeros basado en el PR-5. Uno construido en 1938.
ARK-5
Versión de exploración ártica con cabina cerrada y climatizada y contenedores aerodinámicos para carga instalados en el ala inferior y a los lados del fuselaje. Dos construidos.
LSh
Legkii Shturmovik (ataque a tierra ligero). Avión de ataque ligeramente blindado, diseño modificado por Grigorovich. Un ejemplar construido en 1930.
TSh-1
Tyazheli Shturmovik (ataque a tierra pesado). Avión de ataque pesadamente blindado (blindaje de 6 mm) basado en el R-5, de nuevo modificado por Grigorovich. Tres prototipos.
TSh-2
Derivado refinado del TSh-1 con nuevas alas inferiores. Diez aviones construidos.
ShON
Versión de ataque ligero con alas plegables, construido para realizar operaciones contra la insurgencia de los rebeldes basmachí en Asia Central. 30 ordenados.

## Operadores
Estado español
- Ejército del Aire de España

 República Española
- Fuerzas Aéreas de la República Española

 Persia
- Fuerza Aérea Imperial Persa

 Mongolia
- Aviación del Ejército Popular Mongol

 Turquía
- Fuerza Aérea Turca

 Unión Soviética
- Aeroflot
- Fuerzas Aéreas Soviéticas

## Especificaciones
Referencia datos: The Osprey Encyclopedia of Russian Aircraft from 1875 - 1995

### Características generales
- Tripulación: Dos
- Longitud: 10,6 m (34,6 ft)
- Envergadura: 15,5 m (50,9 ft)
- Altura: 3,3 m (10,7 ft)
- Superficie alar: 50,2 m² (540,4 ft²)
- Peso vacío: 1969 kg (4339,7 lb)
- Peso máximo al despegue: 3247 kg (7156,4 lb)
- Planta motriz: 1× motor lineal V12 refrigerado por líquido Mikulin M-17B.
  - Potencia: 507 kW (699 HP; 689 CV)

### Rendimiento
- Velocidad máxima operativa (Vno): 228 km/h (142 MPH; 123 kt)
- Alcance: 800 km (432 nmi; 497 mi)
- Radio de acción: km
- Alcance en combate: km
- Alcance en ferry: km
- Techo de vuelo: 6400 m (20 997 ft)

### Armamento
- Ametralladoras: 

  - 1x PV-1 sincronizada disparando hacia delante
  - 1x  DA sobre afuste flexible en la cabina trasera
- Bombas: 250 kg de bombas en soportes subalares

## Aeronaves relacionadas

### Desarrollos relacionados
- Polikarpov R-Z

### Aeronaves similares
- Heinkel He 45
- Heinkel He 46
- Curtiss Falcon
- Hawker Hart

### Secuencias de designación
- Secuencia R-_ (aeronaves de Reconocimiento/Ataque de Polikarpov): ← MR-2/PM-2 - R-2 - R-4 - R-5 - SSS - R-Z - Ivanov
- Secuencia P-_ (aeronaves comerciales de Polikarpov): PM-1 - P-5 - P-Z - BDP - MP
- Secuencia R-_ (aeronaves soviéticas de exploración, 1923-1940): ← R-3 - R-4 (I) - R-4 (II) - R-5 - R-6 - R-7 - R-9 →
- Secuencia MR-_ (aeronaves soviéticas de exploración (hidroaviones), 1923-1940): ← MR-2 - MR-3 (I) - MR-3 (II) - MR-5 - MR-6
- Secuencia TSh-_ (aeronaves soviéticas de ataque a tierra, 1923-1940): TSh-1 - TSh-2 - TSh-3
- Secuencia P-_ (aeronaves soviéticas de pasajeros, 1923-1940): P-5 - P-6
- Secuencia ARK-_ (aeronaves árticas soviéticas, 1923-1940): ARK-3 - ARK-4 - ARK-5
- Secuencia Numérica (Aeronaves del Ejército del Aire español (1939-1945)): ← 14 - 15 - 16 - 16W - 17 - 17W - 18 →